# فيمربي

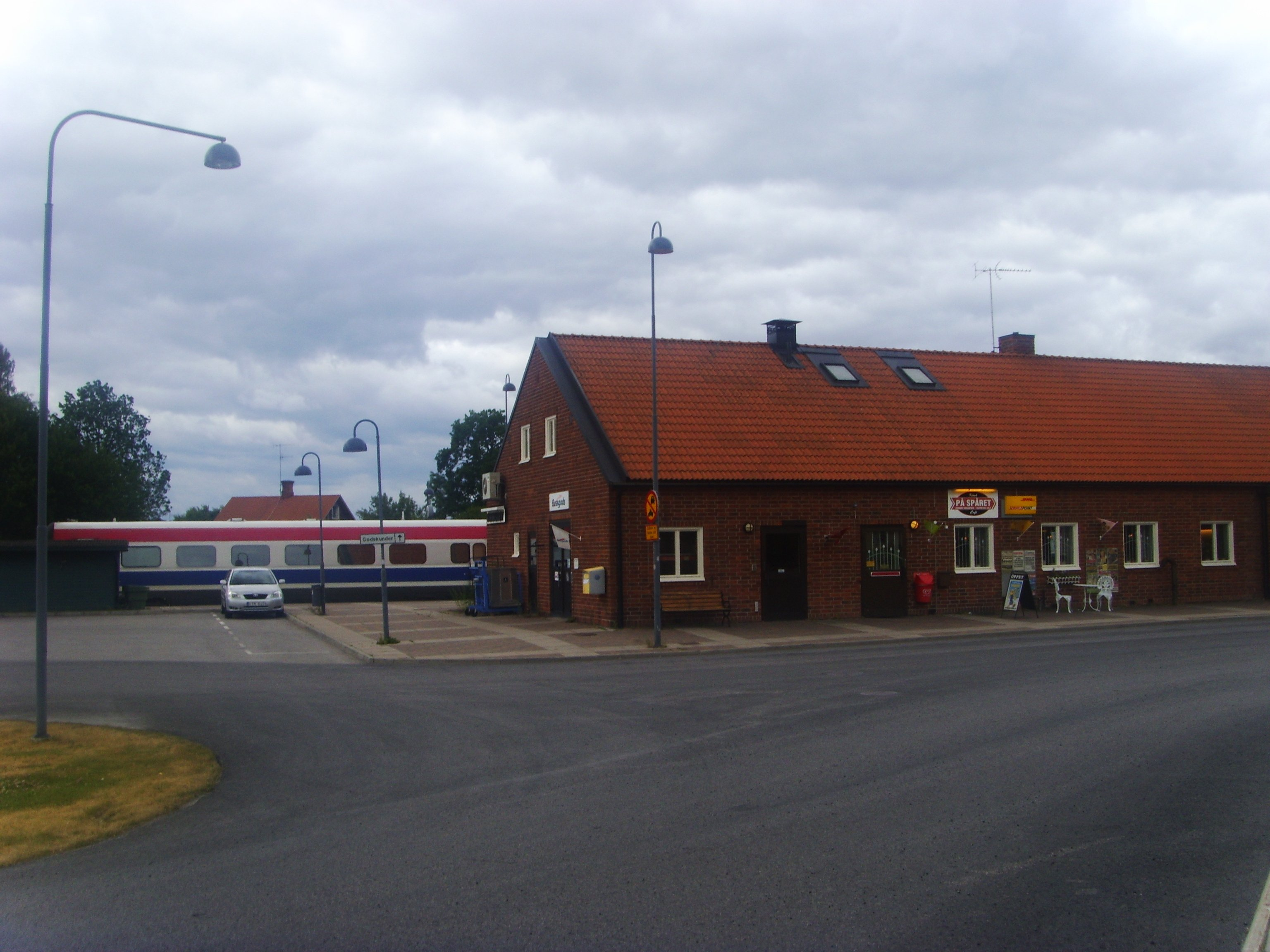
صورة لمحطة السكك الحديدية بمدينة فيمربي

فيمربي (بالسويدية Vimmerby) وهي مدينة تقع في جنوب مملكة السويد في محافظة كالمار بمقاطعة سمولاند؛ يبلغ عدد سكان مدينة فيمربي حوالي 7827 نسمة حسب إحصائيات سنة 2005.
يوجد فيها جالية عربية ومحلات ومطاعم عربية وجالية عربية كبيرة فيها رغم أن المدينة صغيرة.
وتشتهر المدينة باحتوائها على منزل الكاتبة السويدية أستريد لندغرين ومتحف تابع للمنزل ومسرح يقام فيها كل صيف مسرحيات مستوحاة من شخصيات قصصها وللكاتبة شعبية كبيرة في السويد وخارج السويد وخاصة لدى الأطفال وتستقطب المدينة أعداد كبيرة من السياح كل عام.
ويتبع للمدينة عدة قرى من أهمها: سودرا في (بالسويدية Södra vi), ستوربرو (بالسويدية Storebro), رومسكولا (بالسويدية Rumskula), غولرينغن (بالسويدية Gullringen), تونا (بالسويدية Tuna).

## المدارسفي فيمربي
يوجد في المدينة عدة مدارس منها: مدرسة أستريد لندغرين, فيمرسكولان Vimarskolan
ويوجد صالة تزلج على الجليد Vimmerby ishall
ويوجد مراكز لتعليم الكبار والأجانب Vimmerby Lärcenter, وكذلك Vimmerby folkhögskola

## شركات السكن
يوجد في امدينة عدة شركات للسكن ويعتبر إيجاد منزل في المدينة أسهل من غيرها من المدن: ومن هذه الشركات فيمرهيم (بالسويدية Vimarhem) وهي شركة تابعة لكمون المدينة.

## المواصلات
يوجد في المدينة محطة للباصات والقطارات تدعى:ريسنتروم.
شركة المواصلات الموجودة فيها هي شركة محافظة كالمر KLT

## معرض صور

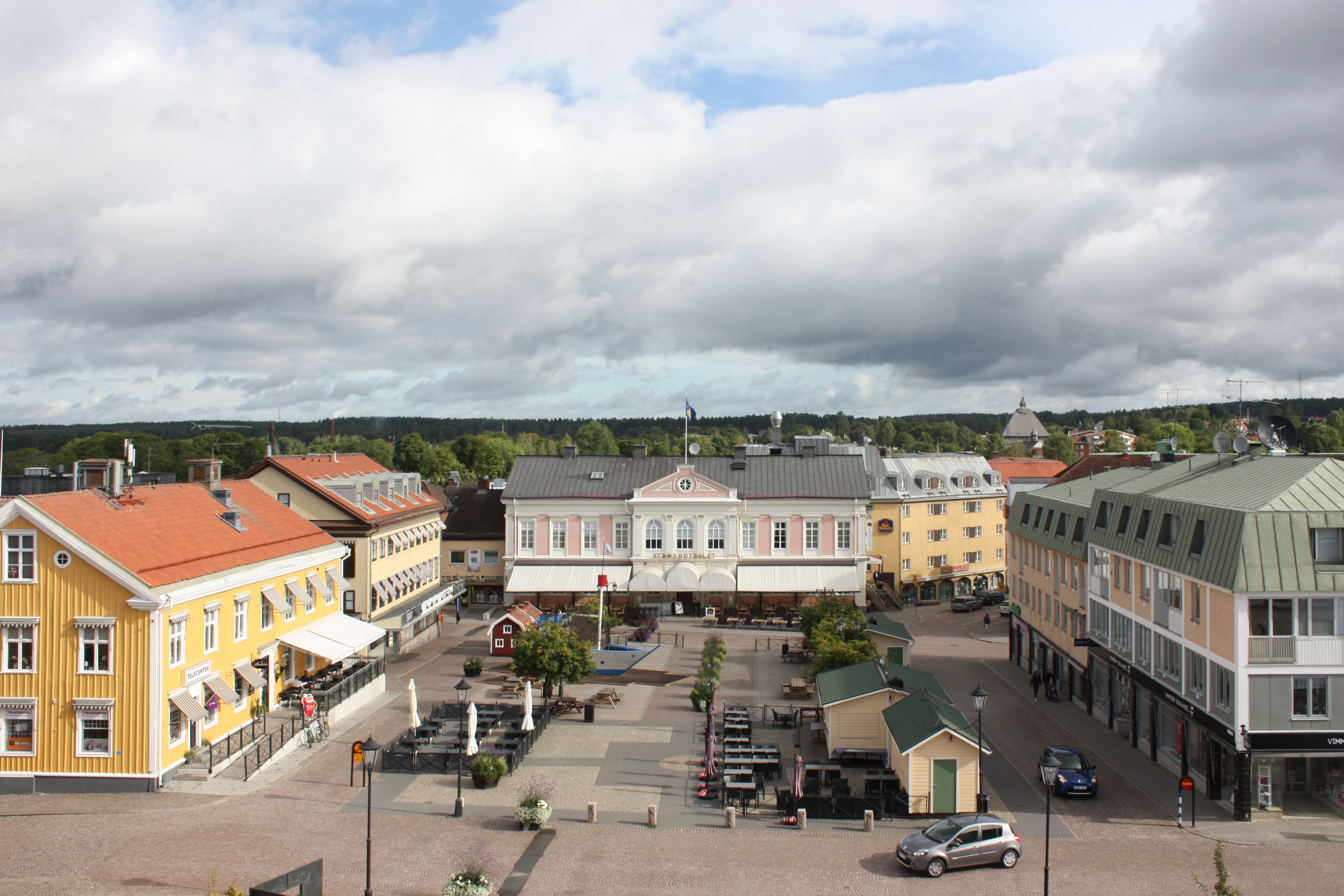
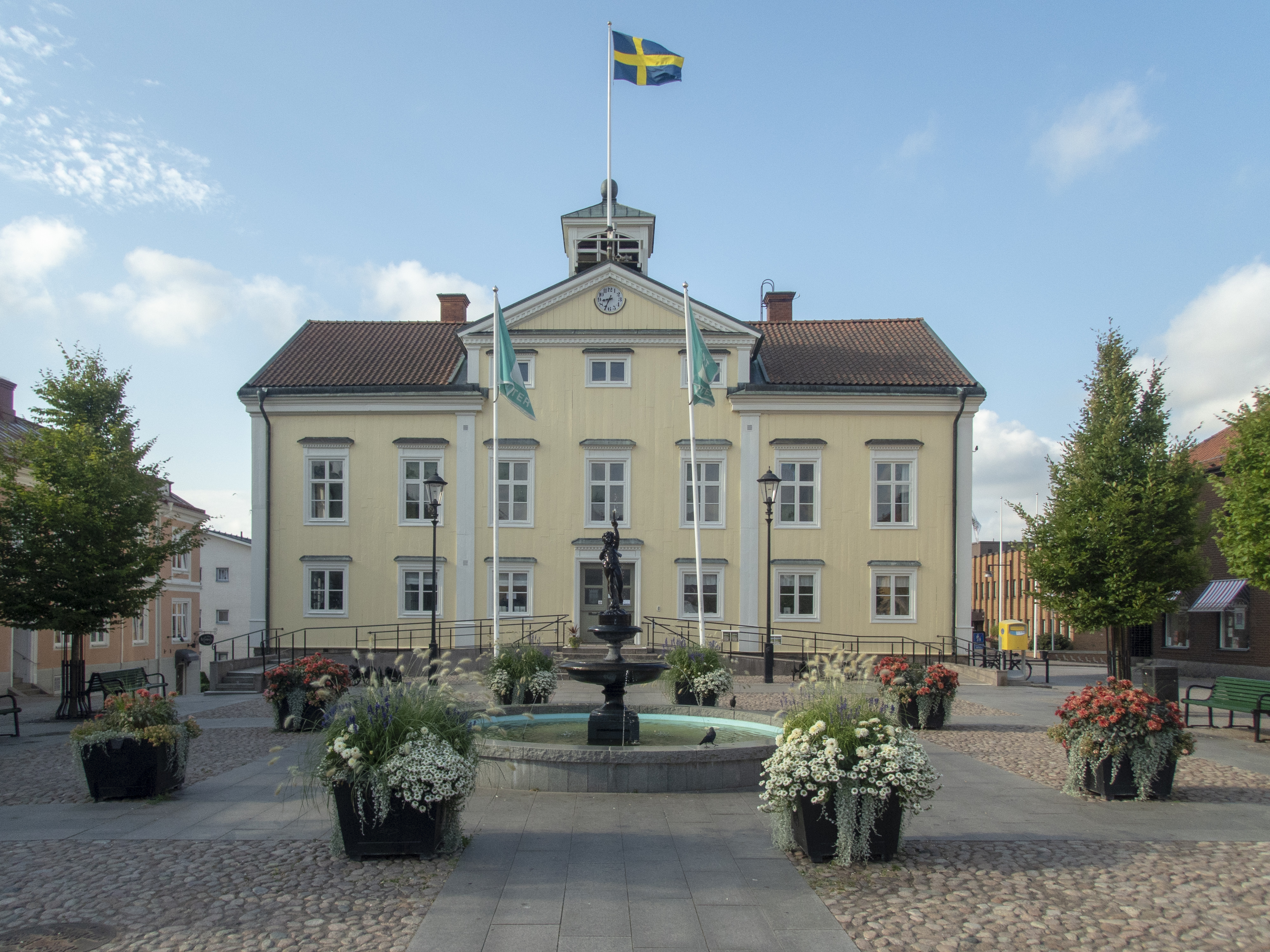
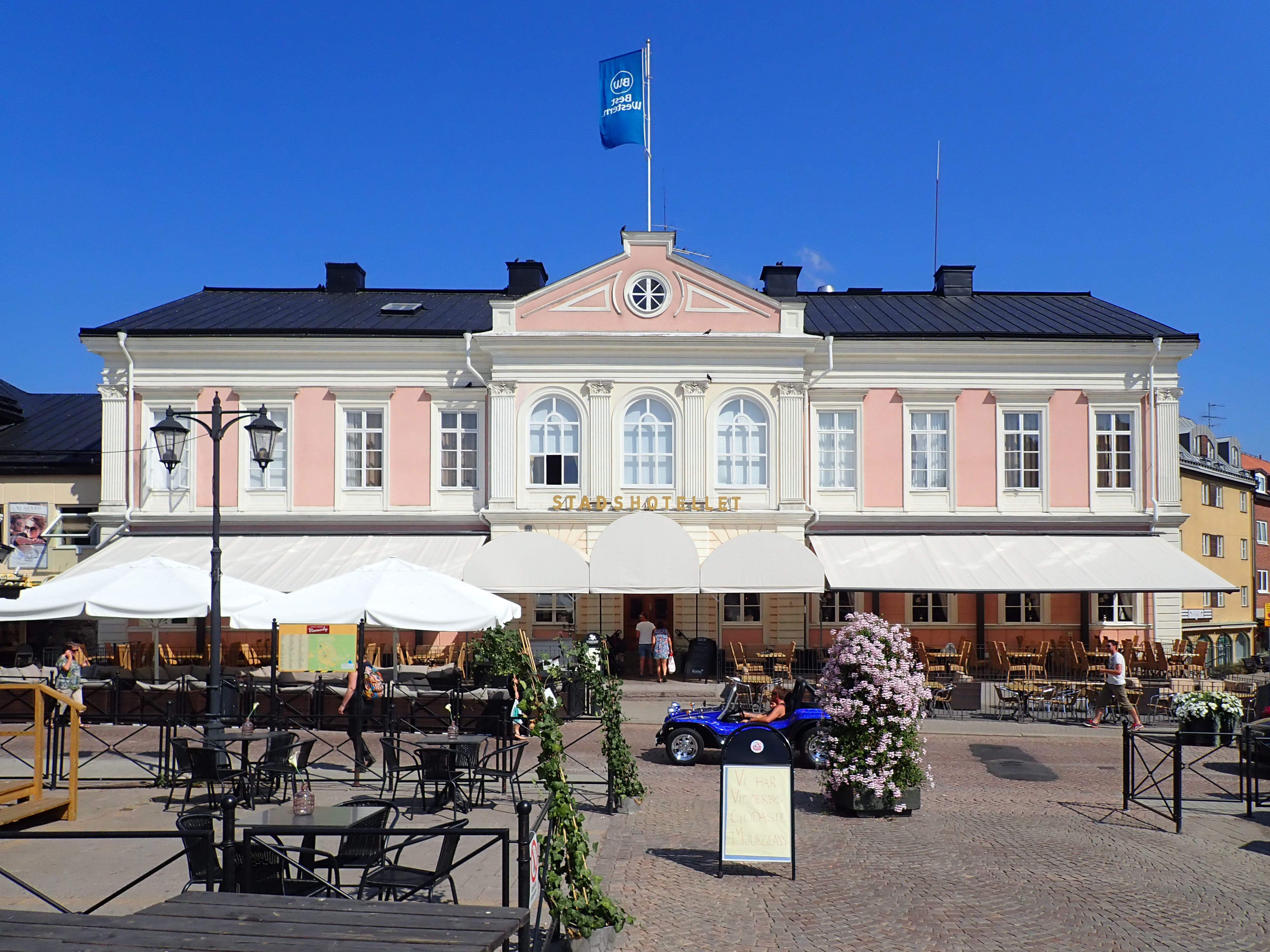
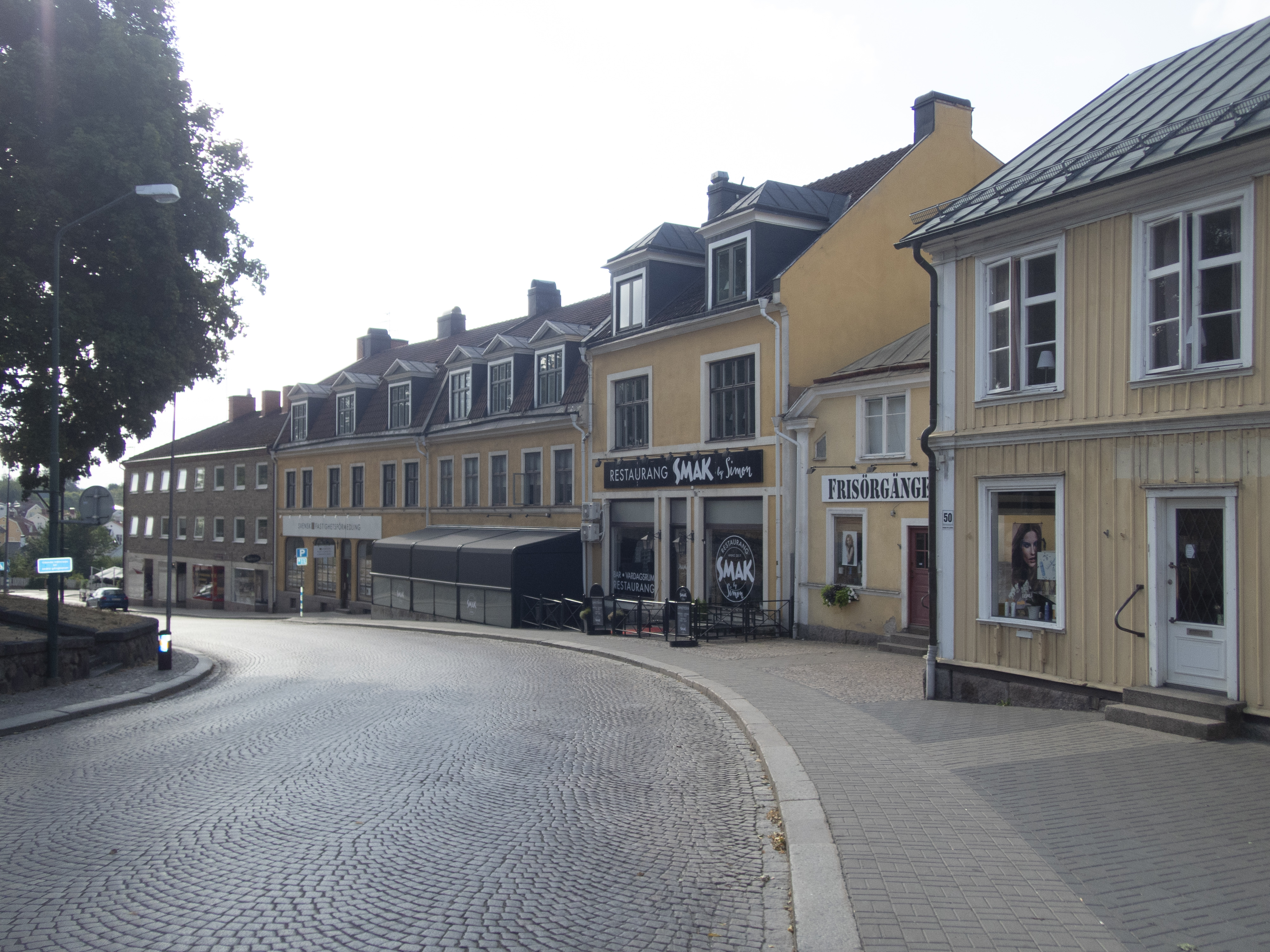
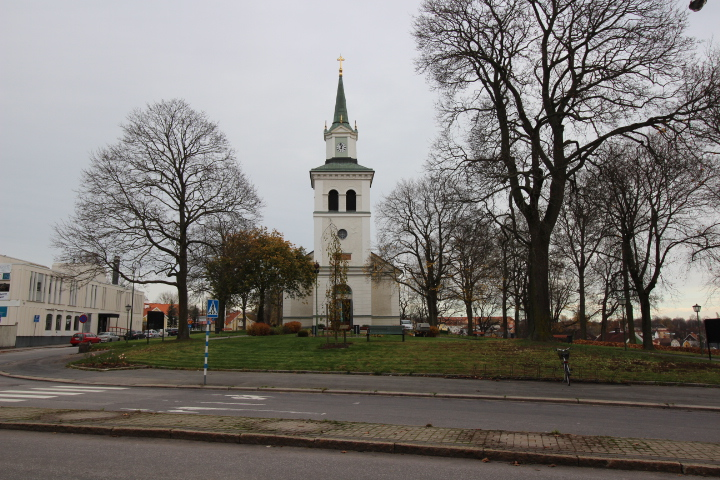

## أعلام
- فريتز كارلسون
- توماس رافيلي
- أستريد ليندغرين
- يسبر سفينسون